# Cristòfol Triay Humbert
Cristòfol Triay i Humbert (Alaior, Menorca, 1948) és un polític i empresari menorquí. Fou president, pel Partit Popular, del Consell Insular de Menorca entre els anys 1995 i 1999.
Fundà l'associació empresarial de la Petita i Mitjana Empresa de Menorca el 1977, i en fou president entre 1989 i 1991. Entre 1979 i 1983 fou batlle d'Alaior i conseller del Consell de Menorca per la UCD i entre el 1983 i el 1987 ho fou per la Candidatura Independent de Menorca. El 1991 ingressà al Partit Popular i fou designat conseller de Comerç i Indústria del Govern Balear al Govern de Gabriel Cañellas (1991-1995). Entre 1995 i 1999, ocupà la presidència del Consell de Menorca.
Baix la seva direcció, la Conselleria de Comerç i Indústria del Govern Balear, el 1994 va aprovar la Llei 2/1994, de 18 de maig, d'infraccions en materia de calendari i d'horaris comercials.